# Casal Popular (Palafrugell)
Casal Popular fou una societat recreativa d'arrel catòlica del municipi de Palafrugell (Baix Empordà). El seu edifici, d'estil noucentista, està inclòs en l'Inventari del Patrimoni Arquitectònic de Catalunya.

## Descripció

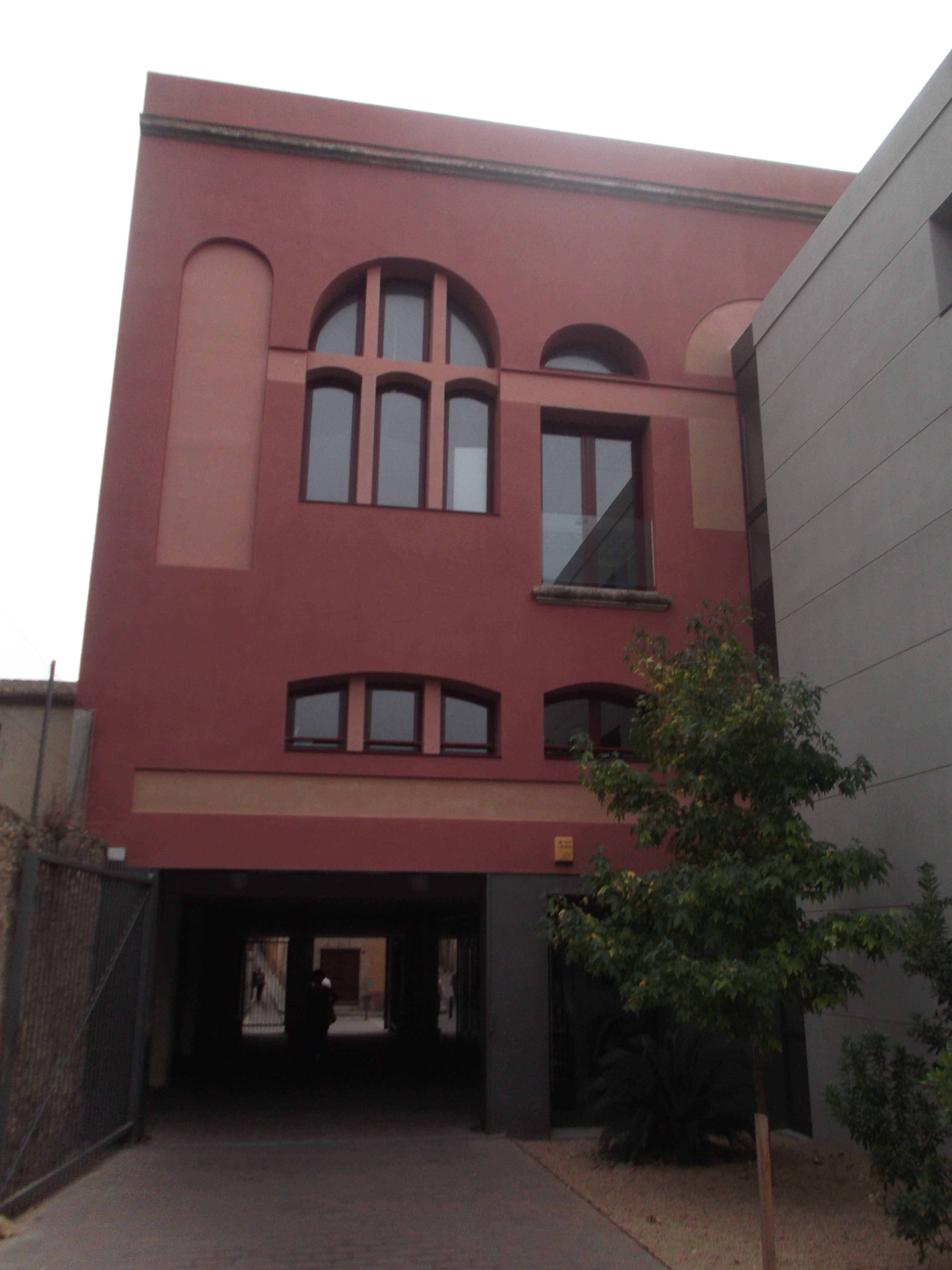
Façana posterior del Casal Popular

El Casal Popular està situat al carrer de la Caritat. L'edifici, construït en un pla endarrerit respecte de la línia del carrer, presenta una porta d'arc rebaixat, arc que es repeteix a totes les obertures de la part baixa; les de la part superior són d'arc de mig punt, que emmarca obertures menors, rectangular la central i d'arc escarser les laterals.
Un balcó amb barana de balustres abasta les tres obertures centrals. Hi ha dos ocults ovalats als extrems. El coronament és sinuós, amb cornisa motllurada. La façana posterior de l'edifici, d'aspecte molt similar en origen, apareix modificada.

## Història
L'edifici va ser bastit durant la dècada dels anys 1910 en el mateix emplaçamet on anteriorment hi hagué l'Ateneu de Palafrugell. Fou una de les obres més emblemàtiques de Josep Bosch Arnau (Sant Gregori, 1873 – Palafrugell, 1950), rector de la parròquia de Sant Martí de Palafrugell durant 38 anys.